# Indigofera torulosa
Indigofera torulosa är en ärtväxtart som beskrevs av Ernst Meyer. Indigofera torulosa ingår i släktet indigosläktet, och familjen ärtväxter. Utöver nominatformen finns också underarten I. t. angustiloba.